# Puchar Narodów Afryki 1965
Piąta edycja Pucharu Narodów Afryki odbyła się w
1965 roku w Tunezji. W rozgrywkach wzięło udział 6 drużyn – Ghana jako obrońca tytułu mistrzowskiego, Tunezja jako gospodarz oraz zespoły wyłonione z kwalifikacji – Senegal, Etiopia, Wybrzeże Kości Słoniowej i Demokratyczna Republika Konga. Zespoły podzielono na dwie grupy po 3 drużyny. Zwycięzcy grup grali w finale, zespoły które zajęły drugie miejsca w grupie grali w meczu o 3 miejsce.

## Turniej finałowy

### Faza grupowa

#### Grupa A
| Lp. | Zespół  | Mecze | Z | R | P | Bramki | Pkt. |
| --- | ------- | ----- | - | - | - | ------ | ---- |
| 1   | Tunezja | 2     | 1 | 1 | 0 | 4:0    | 3    |
| 2   | Senegal | 2     | 1 | 1 | 0 | 5:1    | 3    |
| 3   | Etiopia | 2     | 0 | 0 | 2 | 1:9    | 0    |

12 listopada 1965
| Tunezja                                          | 4 – 0 | Etiopia |
| Tahar Chaibi 32 D’Jedidi 62 Delhoum 80 Lahmar 84 |       |         |

14 listopada 1965
| Tunezja | 0 – 0 | Senegal |

19 listopada 1965
| Senegal                                        | 5 – 1 | Etiopia            |
| Louis Camara 3, 52 Guèye 37 Matar Niang 48, 53 |       | Luciano (karny) 12 |

#### Grupa B
| Lp. | Zespół                        | Mecze | Z | R | P | Bramki | Pkt. |
| --- | ----------------------------- | ----- | - | - | - | ------ | ---- |
| 1   | Ghana                         | 2     | 2 | 0 | 0 | 9:3    | 4    |
| 2   | Wybrzeże Kości Słoniowej      | 2     | 1 | 0 | 1 | 4:4    | 2    |
| 3   | Demokratyczna Republika Konga | 2     | 0 | 0 | 2 | 2:8    | 0    |

12 listopada 1965
| Ghana                                           | 5 – 2 | Demokratyczna Republika Konga |
| Osei Kofi 13 Ben Acheampong 18, 59 Jones 84, 89 |       | Kalala 43 (karny) 45          |

14 listopada 1965
| Wybrzeże Kości Słoniowej | 3 – 0 | Demokratyczna Republika Konga |
| Mangle 14, 59, 80        |       |                               |

19 listopada 1965
| Ghana                                                 | 4 – 1 | Wybrzeże Kości Słoniowej |
| Ben Acheampong 20 Kwamenti 43 Osei Kofi 70 Lutdrot 52 |       | Bleziri 66               |

### Mecz o trzecie miejsce
21 listopada 1965
| Wybrzeże Kości Słoniowej | 1 – 0 | Senegal |
| Yoboue 35                |       |         |

### Finał
21 listopada 1965
| Ghana                    | 3 – 2 | Tunezja                                  |
| Odoi 37, 96 Osei Kofi 79 |       | Abdelmajid Chetali 47 D’ Tahar Chaibi 67 |

## Strzelcy
3 bramki:
- Mangle
- Odoi
- Ben Acheampong

2 bramki:
- Louis Camara
- Matar Niang
- Tahar Chaibi
- Osei Kofi
- Jones
- Kalala

1 bramka:
- Bleziri
- Yoboue
- Guéye
- Abdelmajid Chetali
- D'Jedidi
- Delhoum
- Lahmar
- Luciano
- Kwamenti
- Lutdrot